# اینه، کیوتو
اینه، کیوتو (به لاتین: Ine, Kyoto) یک منطقهٔ مسکونی در ژاپن است که در استان کیوتو واقع شده‌است. اینه  ۲٬۵۰۰ نفر جمعیت دارد.